# Expositor

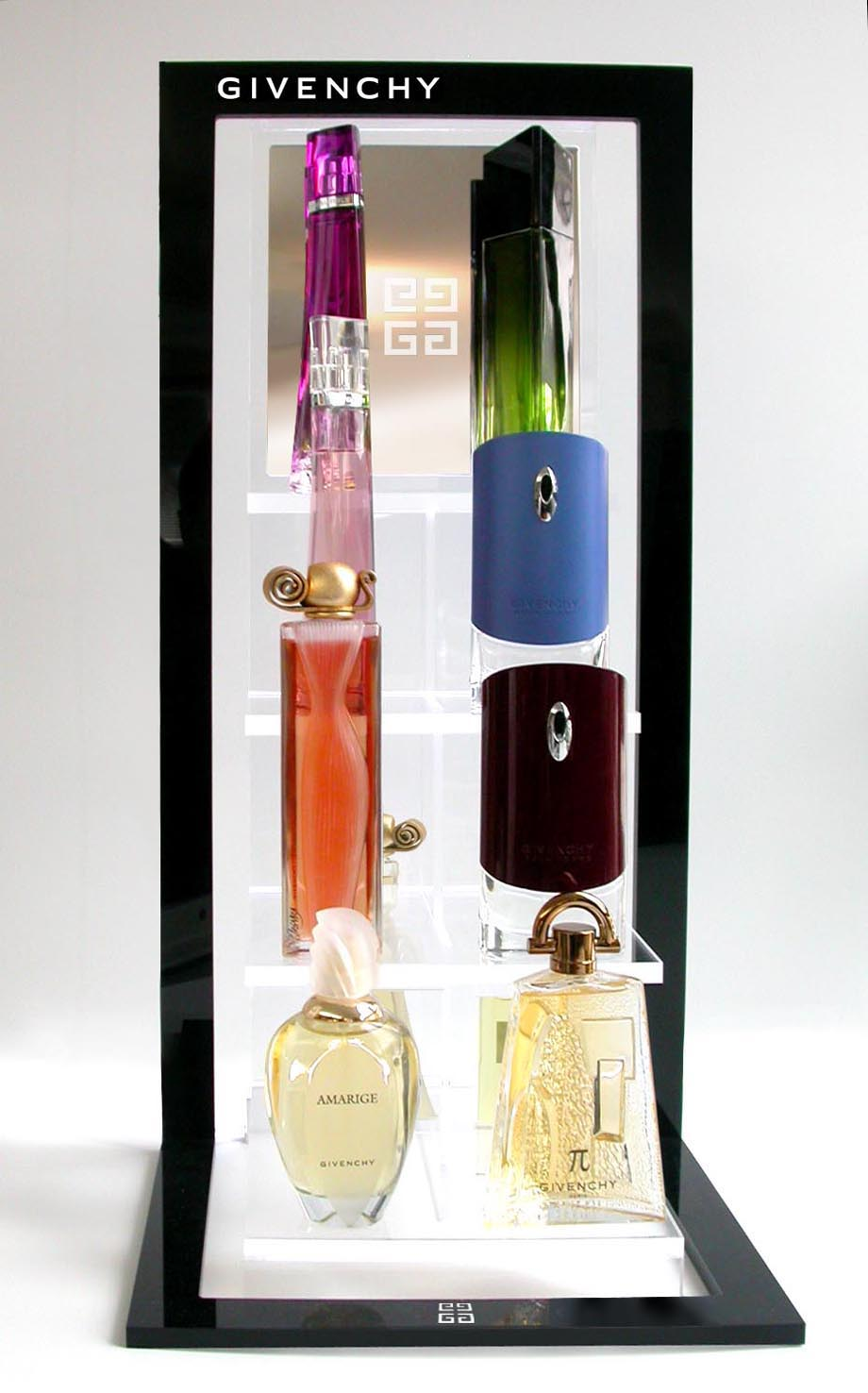
Expositor de perfumes

Un expositor, exhibidor en América latina, o mueble expositor es un mueble en el que se exhiben productos destinados a la venta, o material promocional como folletos, catálogos o pequeñas revistas disponibles para el cliente.
Los expositores son muebles que se sitúan en el punto de venta para exhibir y promocionar determinados productos. Consisten en varias baldas o estantes combinados con imágenes y carteles publicitarios y tienen por finalidad provocar la venta de un producto o informar sobre algún aspecto relacionado con la promoción de la venta. Forman parte de lo que se conoce como PLV o «publicidad en el lugar de venta». Se distinguen de las góndolas por su menor tamaño y porque pueden estar confeccionados con material liviano y fácilmente desechable.

## Diseño y fabricación de expositores
Los expositores se fabrican en diversas formas y materiales: cartón ondulado, metal, vidrio, plástico (polipropileno, metacrilato), etc. Adoptan las más variadas formas para constituir un efectivo reclamo visual para el visitante que provoque la compra. Además, se serigrafía con colores que combinan con los del producto o su envase y llamativas imágenes promocionales.
Los expositores más sencillos consisten en piezas de cartón impresas y troqueladas que se montan al llegar al punto de venta y sobre las que se colocan los artículos. Otros están formados por piezas metálicas que se encajan o se atornillan entre sí formando un mueble vertical. Los más complejos incluyen sistemas de iluminación que consisten en focos que proyectan su luz sobre los productos o fluorescentes situados tras plásticos traslúcidos. Estos expositores cuentan con instalación eléctrica propia y se deben situar junto a una fuente de energía.
Generalmente, el fabricante del producto diseña y realiza el expositor y pacta con el distribuidor su colocación en un determinado punto de la tienda siendo los más valorados las zonas de paso (puntos calientes), las cabeceras de góndola y las salidas de caja. Algunos tienen un carácter temporal y están destinados a apoyar una promoción del producto tras la que se desechan. Así ocurre con la mayoría de expositores de cartón ondulado. Otros, sin embargo, se diseñan con un propósito de continuidad como ocurre con las estructuras metálicas o de materiales combinado.

## Tipos de expositores
Existen diferentes tipos de expositores: 
- Expositor de pared: diseñado para colgarse de los muros aprovechando así el espacio disponible en las paredes de recepciones, pasillos o salas de espera o cualquier otro espacio «muerto» dentro del establecimiento comercial.
- Expositor de sobremesa: se coloca sobre las mesas o mostradores poniendo los artículos o folletos a disposición del posible comprador; es frecuente encontrarlo cerca de la línea de cajas.
- Expositor de pie: se apoyan directamente en el suelo de forma que los artículos queden al alcance de la mano. Existen diferentes versiones siendo muy popular el modelo giratorio que dispone de productos, como postales, en sus cuatro costados. Un eje vertical permite girarlo ofreciendo de esta manera una gran variedad de producto en poco espacio. Algunos disponen de ruedas para facilitar su traslado.

## Ejemplos de expositores
El tamaño y estructura de los expositores se adaptan a diversos productos:

### Portaperiódicos
Los expositores de revistas y periódicos consisten en casillas dispuestas en diversos niveles en las que se insertan los mismos.

### Portapostales
Los expositores de postales y de CD constan también de casilleros verticales en los que se introducen los artículos, tanto en posición vertical como en posición horizontal. Pueden ser paneles que se cuelgan de la pared o muebles giratorios en cuyo caso exhiben el producto en cada una de sus caras. El modelo más común está fabricado en material metálico si bien existen otros de metacrilato, aluminio o plástico.

Los portapostales se encuentran en papelerías, quioscos y otros establecimientos en que se venden postales. También son comunes en bares, hoteles y restaurantes en que se exponen postales promocionales gratuitas.

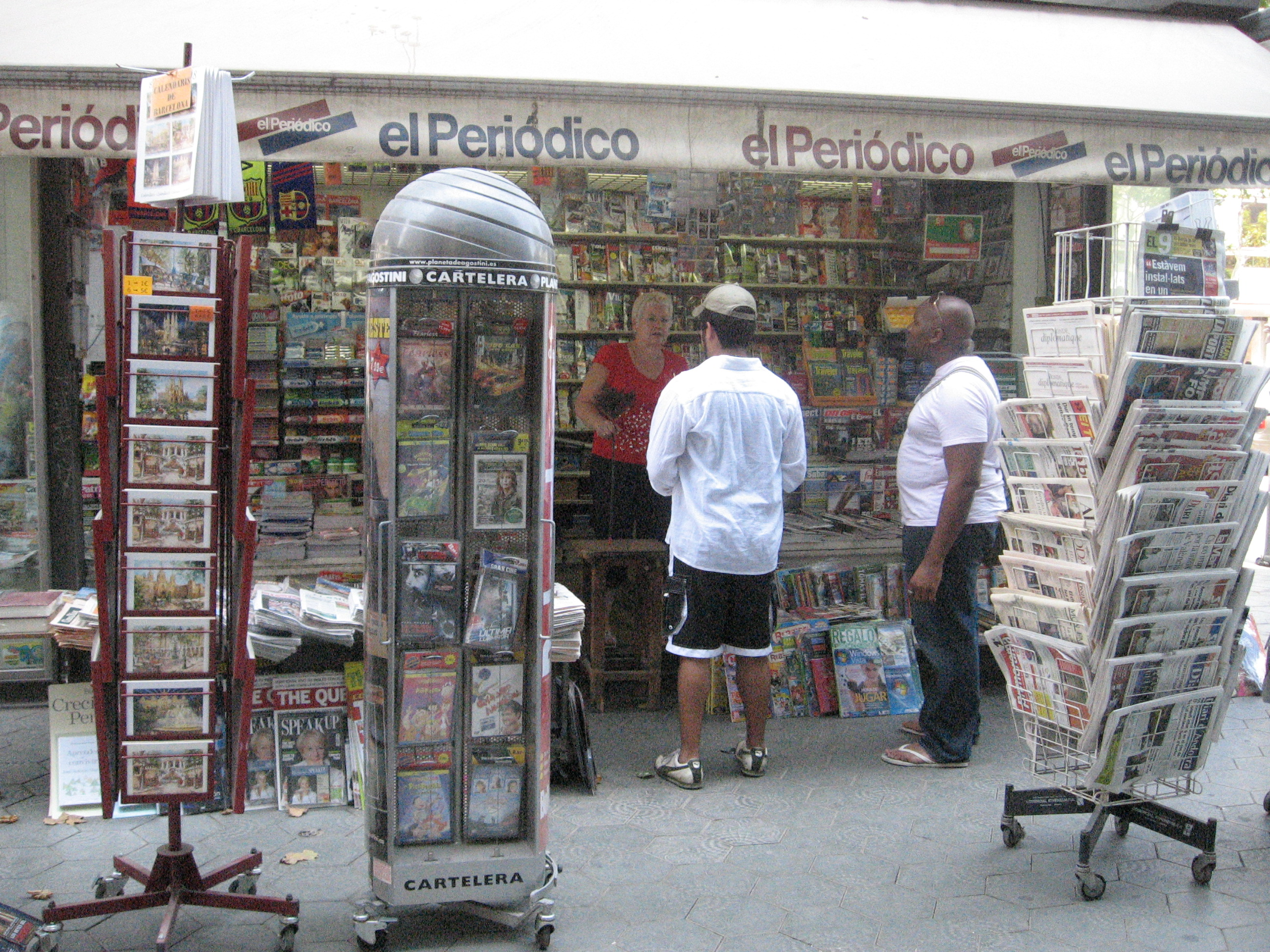
Expositores de periódicos y vídeos en un kiosko.

### Portafolletos
Los expositores de folletos disponen el material informativo de forma accesible y estética en el punto de venta o en el que se va a prestar el servicio. También se encuentran en puntos de información o de atención al cliente.

### Otros
Los expositores de ropa o productos envasados en blíster consisten en ganchos metálicos en los que se introduce el producto. Los muebles más corrientes adoptan la forma de columna en cuya base y remate superior se muestra la marca del fabricante por medio de un cartel o rótulo.

## Los expositores dentro del espacio de venta
Los muebles expositores son parte de la publicidad en el punto de venta y representan un incentivo comercial añadido dentro del establecimiento. Su instalación es fundamental para todo el comercio minorista, tanto para supermercados y grandes superficies como para pequeñas tiendas epecializadas, del comercio tradicional. En este sentido, son llamativos por su espectacularidad los muebles de productos farmacéuticos o de perfumería.
Los expositores sirven para aprovechar el espacio de columnas o huecos entre las estanterías. También se colocan en las zonas adyacentes al mostrador o formando islas en el centro de los pasillos. Su colocación obedece a la estrategia comercial del establecimiento, al tipo de producto que contienen (de compra racional o por impulso), a razones promocionales y a motivos estacionales.

## Galería de imágenes

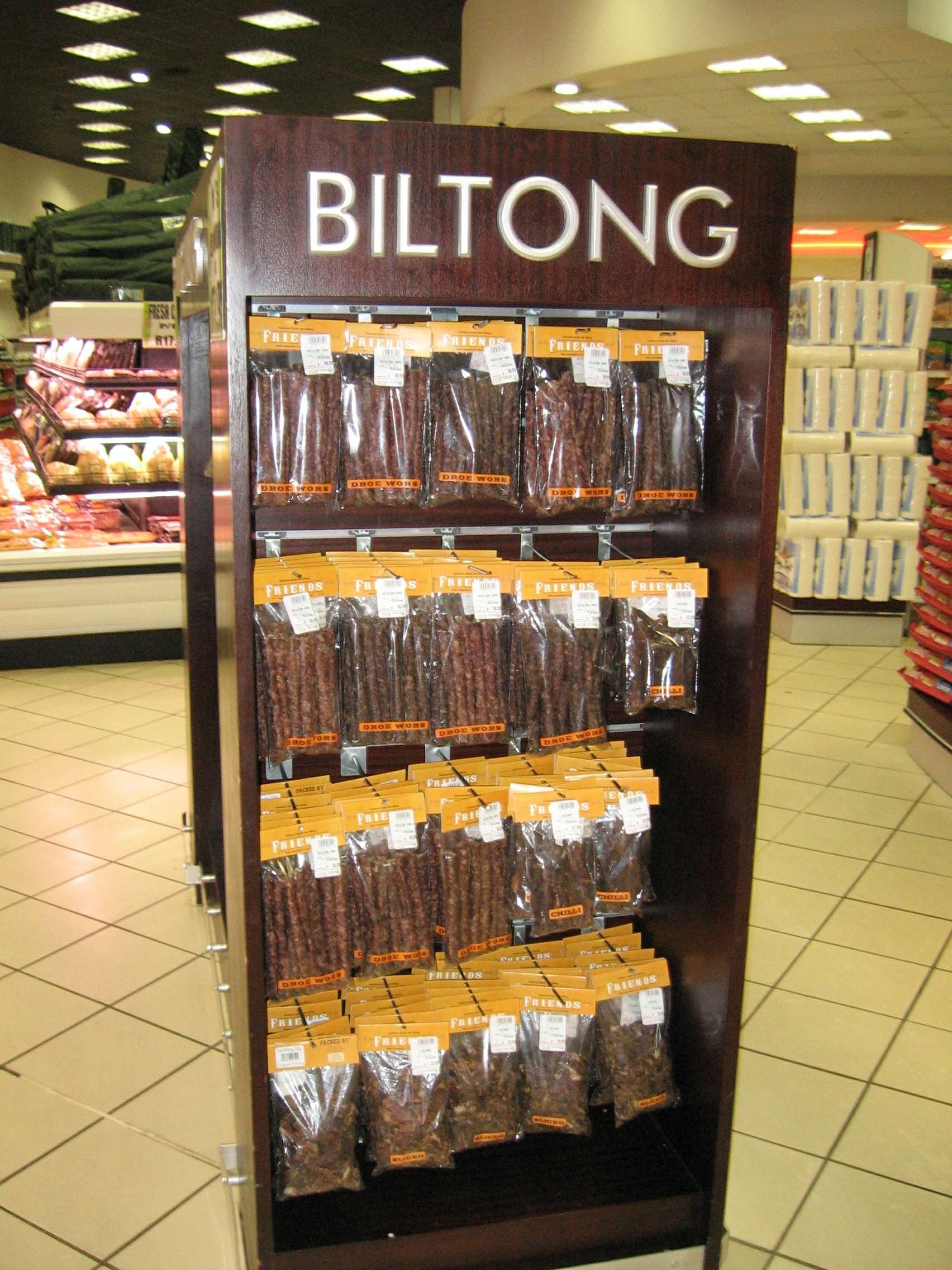
Exhibidor de Biltong en Johannesburgo
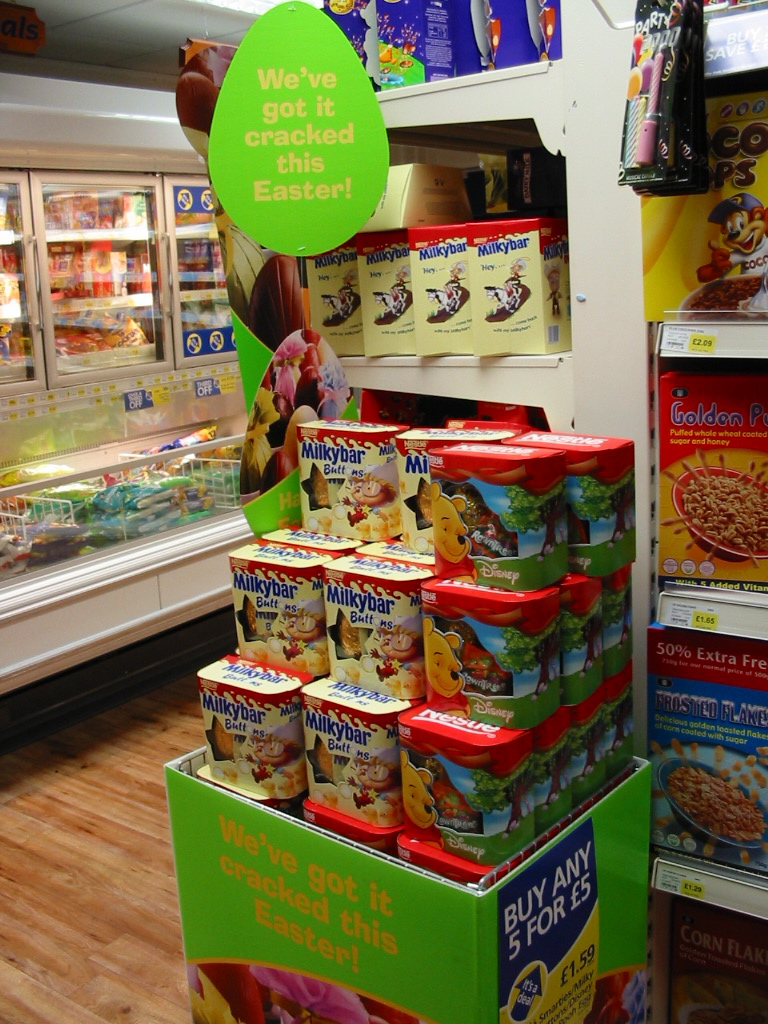
Expositor metálico
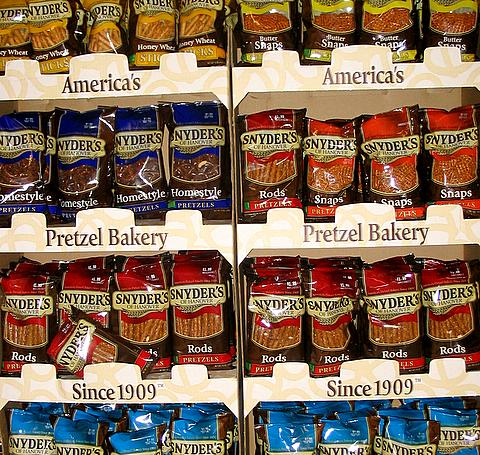
Expositor de cartón
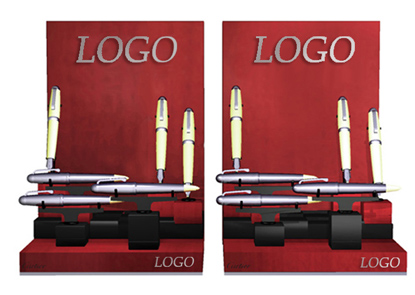
Expositor de sobremesa [exhibidor de mostrador] con bolígrafos
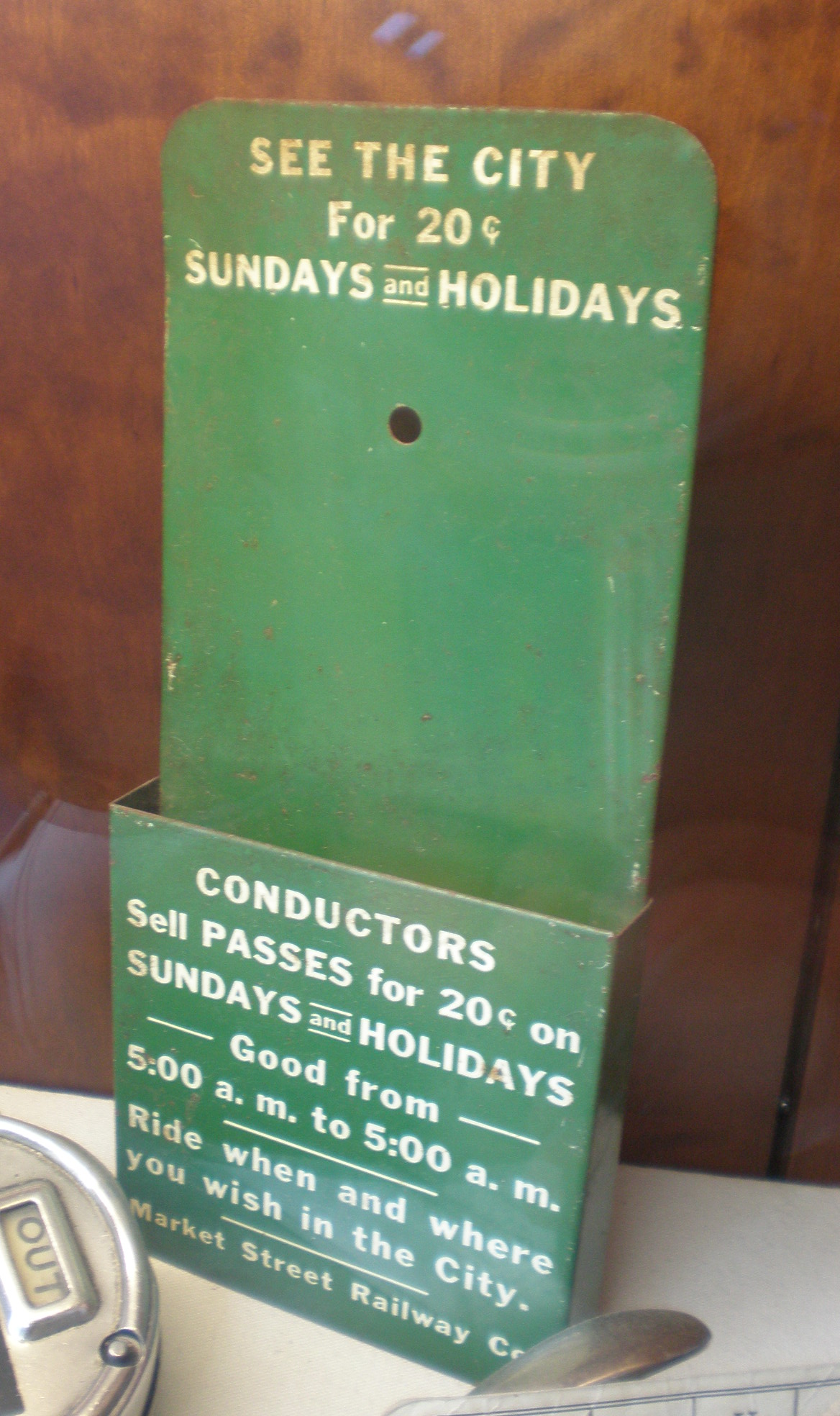
Portafolletos de sobremesa
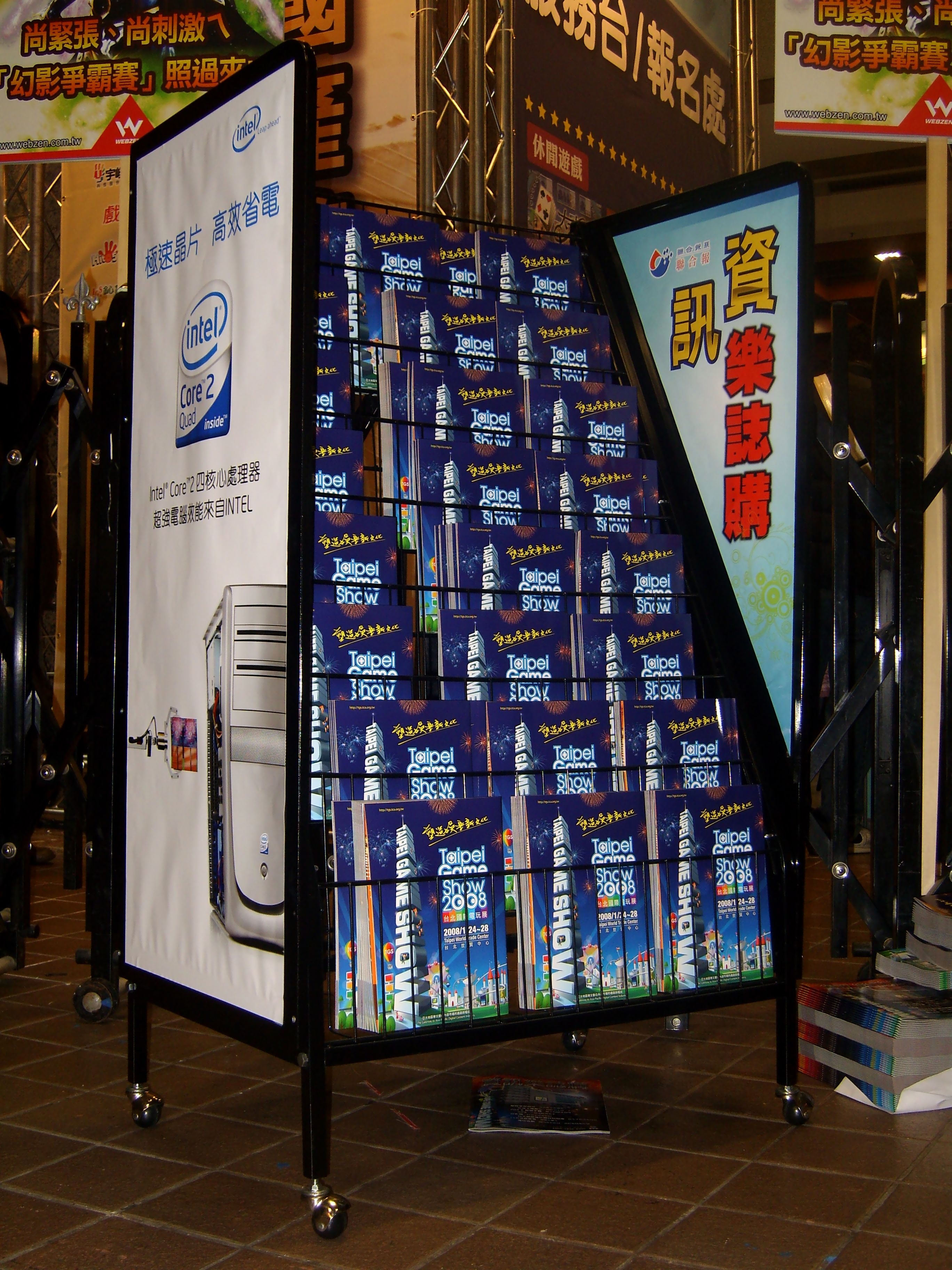
Portafolletos del «Taipei Game Show» en 2008